# アルベルト・マチャド
アルベルト・ホスエ・マチャド・ベセリール（Alberto Josué Machado Becerril、1990年9月9日 - ）は、プエルトリコのプロボクサー。リオ・ピエドラス出身。元WBA世界スーパーフェザー級レギュラー王者。

## 来歴
2017年10月21日、ニューヨーク州ヴェローナでWBA世界スーパーフェザー級スーパー王者のジェスレル・コラレスと対戦、しかし前日計量でコラレスがスーパーフェザー級の規定体重である130ポンドを4ポンド超過の134ポンドを計測し、2時間後の再計量でも3.25ポンド（1.47キロ）超過の133.25ポンドを計測しスーパー王座を剥奪されたため、試合はマチャドが勝てば正規王座となるが、コラレスが勝てば王座は空位となる条件で行われ、マチャドが8回2分15秒TKO勝ちを収め王座を獲得した。
2018年4月21日、ジャーボンテイ・デービスがスーパー王座を獲得したため、マチャドは正規王者からレギュラー王者に認定された。
2018年7月21日、ラスベガスのザ・ジョイントでWBA世界スーパーフェザー級1位のラファエル・メンサーと対戦し、12回3-0（3者とも120-107）の判定勝ちを収め初防衛に成功した。
2018年10月27日、フールー・シアターでWBA世界スーパーフェザー級9位のユアンドレ・エバンスと対戦し、初回2分25秒KO勝ちを収め2度目の防衛に成功した。
2019年2月9日、ファンタジー・スプリングス・リゾート・カジノ内スペシャル・イベント・センターにてWBA世界スーパーフェザー級8位アンドリュー・カンシオと対戦し、4回2分16秒KO負けを喫し3度目の防衛に失敗、併設カジノでの試合直前に発表された倍率で15-1の圧倒的有利を覆され王座から陥落した。この試合でカンシオは7万5千ドル（約810万円）、マチャドは20万ドル（約2100万円）のファイトマネーを稼いだ。
2019年6月21日、ファンタジー・スプリングス・リゾート・カジノでWBA世界スーパーフェザー級王者アンドリュー・カンシオと4ヵ月ぶりにダイレクトリマッチで再戦し、3回1分1秒KO負けを喫し王座返り咲きに失敗した。この試合でカンシオは7万5千ドル（820万円）のファイトマネーを稼いだ。
2020年4月25日、ファンタジー・スプリングス・リゾート・カジノで相手は未定で出場が決定していたが新型コロナウイルスの影響で試合延期になった。
2021年3月18日、プエルトリコ・サリナスでアンヘル・フィエロとNABOライト級王座決定戦で対戦し、2度ダウンを奪うも6回に左フックでKO負けを喫した。

## 獲得タイトル
- WBC全米スーパーフェザー級王座
- NABA北米スーパーフェザー級王座
- NABO北米スーパーフェザー級王座
- WBA世界スーパーフェザー級王座（防衛0=レギュラー王座に認定）
- WBA世界スーパーフェザー級レギュラー王座（防衛2）